# Henry Caparó
Henry Estuardo Caparó Bendezu (Cuzco, Perú, 29 de enero de 2005) es un futbolista peruano que juega como centrocampista en el Sporting Cristal de la Liga 1 de Perú.

## Carrera
Caparó debutó profesionalmente el 24 de abril de 2025 ante el Cerro Porteño en la Copa Libertadores. Ingresó desde el banquillo y logró dar una asistencia a Rafael Lutiger. El 24 de junio de 2025 fue promovido oficialmente al primer plantel del club.